# Отто Еберляйн
Отто Еберляйн (нім. Otto Eberlein; 15 листопада 1913, Пірмазенс — 9 січня 1945, Північне море) — німецький офіцер-підводник, оберлейтенант-цур-зее резерву крігсмаріне (1 березня 1943).

## Біографія
В січні 1938 року пройшов курс підводника. З серпня 1940 року — командир корабля флотилії оборони порту Тронгейма, з грудня 1941 року — 59-ї флотилії форпостенботів. З липня 1943 по січень 1944 року пройшов курс підводника, в лютому-березні — курс командира підводного човна. З 17 травня 1944 року — командир підводного човна U-1020. 22 листопада вийшов у свій перший і останній похід. 9 січня 1945 року U-1020 підірвався на британському мінному полі SN 17 в Північному морі східніше Данді. Всі 52 члени екіпажу загинули.

## Нагороди
- Хрест Воєнних заслуг 2-го класу з мечами (1 вересня 1941)
- Нагрудний знак мінних тральщиків (1 серпня 1942)
- Залізний хрест 2-го класу (9 травня 1943)